# Judith Mbougnade
Judith Mbougnade (geb. 11. Juli 1998 in Bangui) ist eine zentralafrikanische Boxerin.
Sie trat bei den Olympischen Sommerspielen 2016 in Rio de Janeiro an. Im Wettbewerb Fliegengewicht kam sie auf Platz 9.